# Muzejní expozice v Brtnici
Muzejní expozice v Brtnici (jinak též nazývána Z dávných i nedávných dob Brtnice a okolí) je muzejní expozice ve Valdštejném domě v Brtnici. Muzeum sídlí ve Valdštejnském domě na náměstí Svobody čp. 74. Muzeum bylo založeno 21. ledna 2011, ve stejném domě sídlí i informační centrum města Brtnice.

## Historie
Muzeum a informační centrum je umístěno ve Valdštejnském domě, tj. domě na náměstí Svobody čp. 74, dům je gotickou stavbou z cca 15. století, dům byl využíván Valdštejny, kteří od roku 1409 spravovali z Brtnice panství, dříve je spravovali z hradu Rokštejn. Nejstarší zachovalou částí budovy je gotické sklepení, gotická síň, tunelový prostor v mezipatře a dvě černé kuchyně. Dům pak byl upraven na renesanční styl a později přestavěn na styl barokní. Později dům sloužil měšťanům, v domě byl obchod s obleky a pekařství. V domě jsou zazděny kamenné desky s nápisy v hebrejštině, ty jsou připomínkou synagogy v Brtnici.

## Expozice
Muzeum bylo založeno 21. ledna 2011 a expozice v domě je nazvána "Z dávných i nedávných dob Brtnice a okolí", expozice je součástí naučné stezky "Brtnická stezka – přírodou ke kulturní promenádě". Ve sbírkách muzea je 350 předmětů a cca 100 fotografií a dokumentů. Ve sbírce je kladen důraz na rok založení města, tj. rok 1234, na rok povýšení na městečko, tj. na rok 1486 a na rok 2000, kdy byla Brtnice povýšena na město. Jsou uvedeny informace o dějinách Brtnice, s důrazem na hrad Rokštejn, na zámek Brtnice, na osobnosti Brtnice, domy a lidi Brtnice a na řemesla. Součástí sbírky jsou také ukázky výrobků a nářadí řemeslníků z Brtnice. Mezi vyhledávané předměty patří například svatební šaty dcery někdejšího starosty města. V roce 2015 se ve Valdštejnském domě konala výstava mlýnků na kávu a kávy samotné.